# Arve Kinnari
Arve Ilkka Kinnari (* 13. September 1943 in Gromovo) ist ein ehemaliger finnischer Biathlet.
Arve Kinnari erreichte seinen Karrierehöhepunkt mit der Teilnahme an den Olympischen Winterspielen 1968 in Grenoble, wo er an der Seite von Juhani Suutarinen, Heikki Flöjt und Kalevi Vähäkylä im Staffelrennen ebenso wie im Einzel Fünfter wurde. Mit zwei Fehlern, jeweils im zweiten Liegend- und Stehend-Anschlag, und der achtbesten Laufzeit verpasste er eine Medaille im Einzel um etwa eine Minute und zwanzig Sekunden.